# Brahmane
Cette page contient des caractères spéciaux ou non latins. S’ils s’affichent mal (▯, ?, etc.), consultez la page d’aide Unicode.
Pour les articles homonymes, voir Brahmane (homonymie).

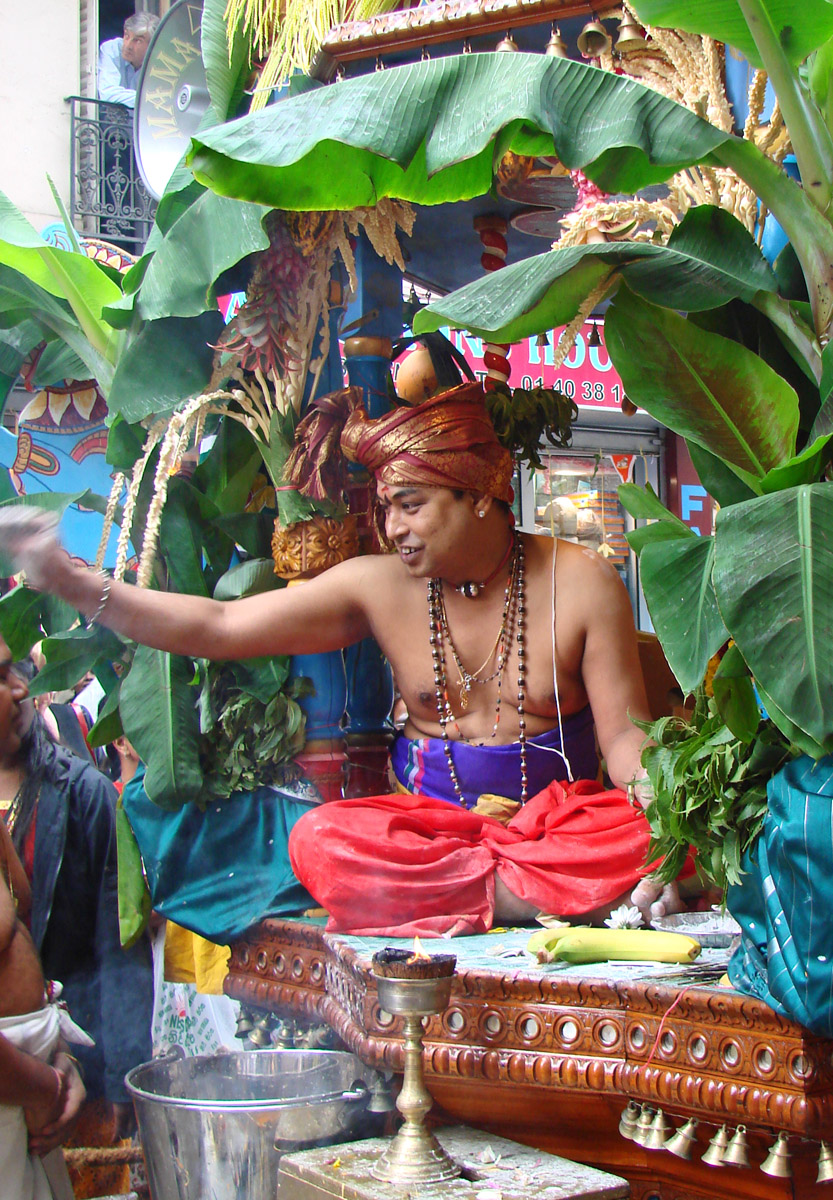
Un brahmane.

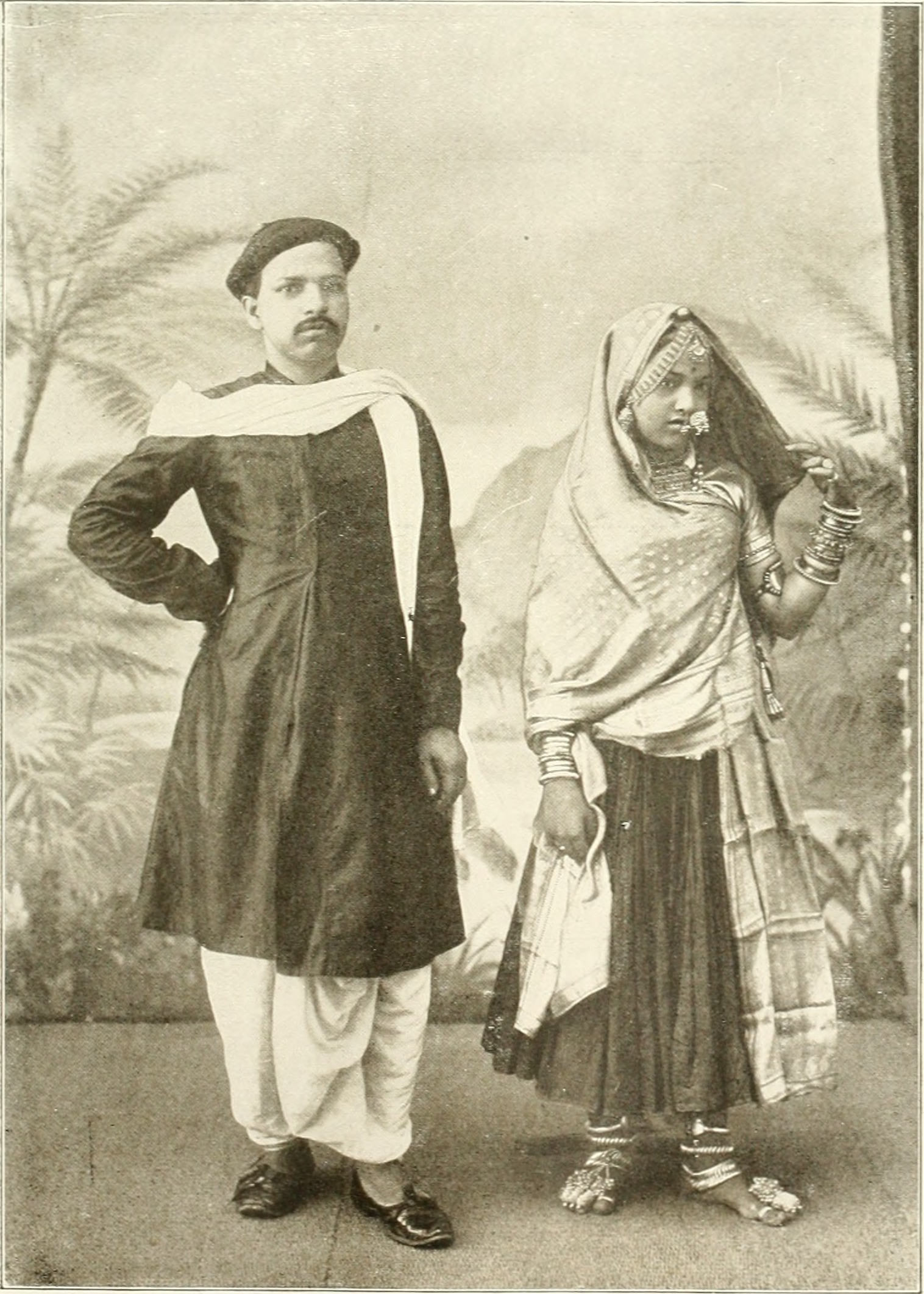
Jeunes brahmanes.

Un brahmane (/bʁa.man/ ; en sanskrit : ब्राह्मण brāhmaṇa, « lié au sacré ») est un membre d'une des quatre castes (varṇa) définies par l'hindouisme, regroupant notamment les prêtres, les sacrificateurs, les professeurs et les hommes de loi — ou plus largement les enseignants du Brahman comme l'indique clairement le titre de « brahmane » (du moins, tous ceux qui ont fait vœu d'Ahimsâ). Le brahmane a pour devoir principal d'incarner le dharma, de le défendre, et de le faire respecter par les autres castes sacrées, afin de maintenir le bon ordre cosmique. La caste des brahmanes représente environ 6 % de la population de l'Inde.
La vie du brahmane se divise en quatre stades (ashrama). Lors de son enfance, il reçoit une initiation (upanayana) qui représente une deuxième naissance, il devient alors dvija, « deux fois né » (cette seconde naissance concerne aussi, en théorie, le kshatriya et le vaishya).
Il n'y a jamais eu de tentation politique pour les brahmanes. Néanmoins, en tant qu'hommes de lettres, et donc d'idéologues, les chefs « historiques » du communisme indien ainsi que les dirigeants socialistes sont, en grande majorité, des brâhmanes , ; en effet, selon la tradition hindoue, un brâhmane doit thésauriser au minimum, et tout honnête homme doit donner un tiers de sa richesse au dharma, un second tiers étant pour la croissance de son bien et le dernier tiers pour ses plaisirs « bons et sains » .
Plus généralement, un brahmane est un homme de lettres disposant de connaissances importantes sur le monde ; il peut ainsi être appelé Pandit, qui est le titre le plus glorieux que peut avoir un brahmane du fait de sa large connaissance philosophique, scientifique ou artistique.
On trouve notamment les brahmanes nambutiri au Kerala en Inde, dont les pratiques varient de celles des autres branches brahmanes.

## Hypothèses historiques
Selon Michel Angot : « À l'origine, les peuples dont les brahmanes sont les maîtres d'esprit parlent une langue indo-européenne et descendent des plateaux d'Afghanistan et de l'Iran, de l'Asie centrale, autour de la mer d'Aral. Vers 1500 av. J.-C., ils rejoignent la plaine de l'Indus dans un nomadisme très lent. Arrivés dans les plaines de l'Indus et du Gange, ils cessent de vivre avec les clans qu'ils avaient accompagnés et se rassemblent pour continuer d'avancer vers le sud et l'est. Ils apportent avec eux des poèmes et une langue, le Veda et le sanskrit. Ils sont les maîtres de la parole et traitent du sacré sous toutes ses formes. »
Néanmoins, le pôle de l'orthodoxie brahmanique se situe, encore aujourd'hui, dans le Sud de l'Inde, où la brahmanité est beaucoup plus rigoureuse, dans le Tamil Nadu, par exemple, que dans les États du Nord de l'Inde. L'orthodoxie brahmanique de l'Inde méridionale va bien au-delà d'une observance scrupuleuse du végétarisme hindou et de connaissances de mantras, comme c'est le cas dans le Nord de l'Inde, mais va jusqu'à une discipline de vie où chaque acte doit être sacralisant et lié au Karma Yoga .

## Époque védique
Originellement, le brahmane est un officiant du sacrifice védique. Il surveille en silence le déroulement du sacrifice alors que l’udgātar est le chanteur et que l’adhvaryu est l'officiant manuel, tous trois représentants la pensée (silencieuse), la parole (chantée) et l'action (matérielle). Leur nom dérive du mot brahman « la parole ».

## Upanishad
Les Upanishad, le Rig-Veda (X, 125, 5), indiquent que le pouvoir de la Parole védique peut transformer n'importe qui en brahmane : un « brahmane » de naissance, qui est né dans une famille de brahmanes sans y conformer sa conduite, est ainsi appelé un brahmabandu, tandis qu'un « connaisseur de Brahman » est appelé un brahmavit (familiarisé avec le sens du Véda et qui y conforme sa conduite, issu ou non d'une famille de brahmanes).
La Chandogya Upanishad (IV, 4, 9) affirme à ce titre : 

« L'homme qui ne peut prouver son lignage […] est appelé Brâhmane à cause de la vérité de sa parole. »

Ainsi, dans l'Antiquité, il existe deux façons de devenir brahmane, par hérédité à la suite d’une initiation, ou par adoption. Le brahmane pouvant conférer l’initiation brahmanique à un esprit qu'il jugeait apte.

## Lois de Manu

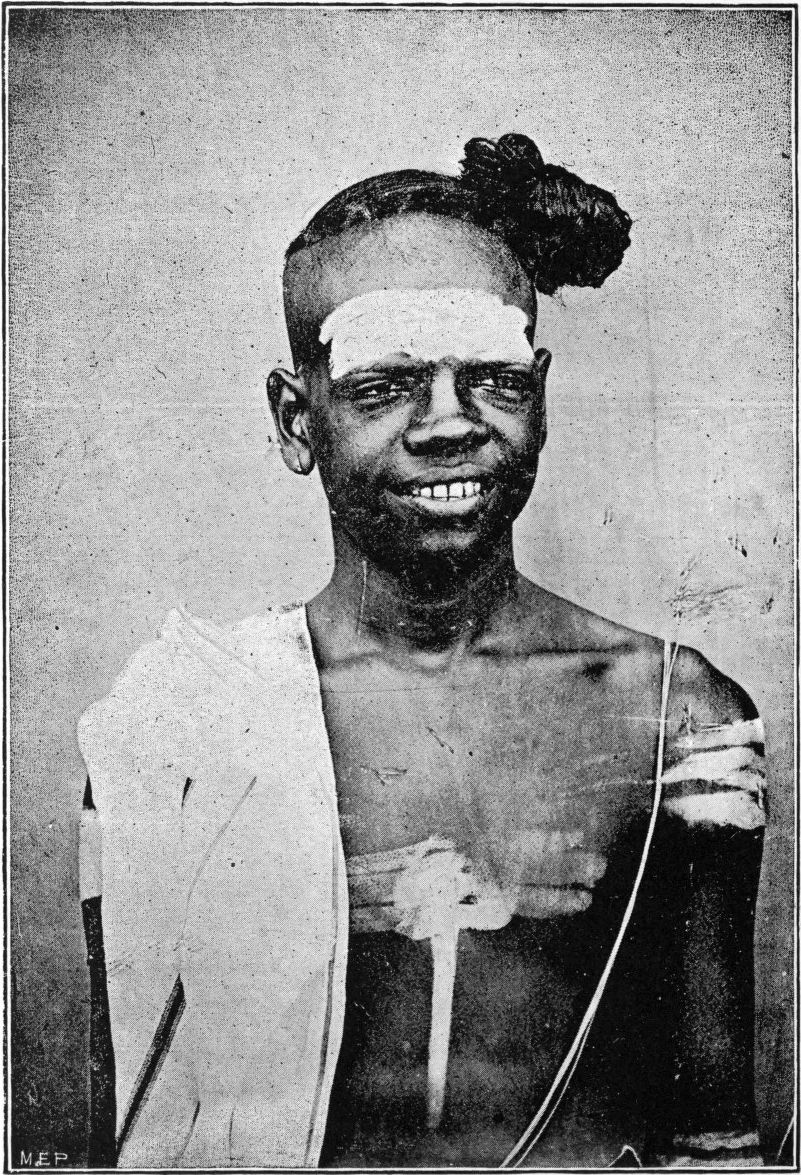
Brâhmane du Tamil Nadu (Sud de l'Inde) appartenant à la lignée Dikshitar (தீக்ஷிதர்), liée au Dieu Shiva Natarâja.

Le brahmane est garant du bon ordre (dharma). Or l'épouse de Dharma personnifié est Ahimsâ, la non-violence, qui est selon les Lois de Manu, le devoir premier de toutes les castes hindoues. Il appartient à la classe sacerdotale de se maintenir en tant que telle uniquement par la science sacrée :

« 157. Un Brahmane ignorant est comme un éléphant en bois ou un daim en cuir ; tous trois ne portent que le nom. »

— Lois de Manu, livre 2.
Un brahmane, ne connaissant qu'une seule prière védique, mais qui s'évertue à la maîtrise de soi et à la purification intérieure, est supérieur à un brahmane connaissant tous les Véda mais qui n'est ni compatissant, ni végétarien, ni honnête. La pratique purificatrice, basée sur une science védique même ténue, est plus importante qu'un savoir védique complet mentalement appris mais qu'on est incapable d'incarner :

« 118. Un Brahmane maître de ses passions, ne sût-il que la Sâvitrî, est supérieur à celui qui possédant les trois Védas n'est pas maître de ses passions, qui mange de tout et trafique de tout. »

— Lois de Manu, Livre 2.

## Hiérarchie au sein du corps des Brâhmanes
Par ordre d'importance dans le domaine du sacré, les Brâhmanes incarnent différentes fonctions (séparées ou réunies), qui sont, de la moins à la plus prestigieuses pour les Hindous :
1. Poudjari/ministre du culte (dans un temple, etc.), astrologue[note 2] ;
2. Juge, ministre d'un chef d'État (d'un roi, etc.) ;
3. Artiste (peintre, sculpteur, musicien, acteur, etc., mais ayant une éthique basée sur l'Ahimsâ et une connaissance védique) ;
4. Pandit, savant (philosophe védique, grammairien du sanskrit, etc.) ;
5. Kavi, poète (Rishi, etc.) ;
6. Sannyaçin, ascète itinérant (fonction sacrée suprême réservée en théorie au seuls brâhmanes, et qui sont déjà grand-père : ce faisant, un sannyaçin est forcément un brâhmane, mais un brâhmane n'est pas forcément un sannyaçin, un pèlerin renonçant).

De manière générale, et jusqu'à une époque récente où l'analphabétisme était largement partagé en Inde, un brâhmane était une figure honorifique du village, car il était avant tout un domestique du culte, mais lettré (et végétarien) ; l'hindouisme étant une tradition d'abord orale, les brâhmanes furent en premier lieu les transmetteurs des connaissances védiques apprises par cœur en sanskrit (sans forcément en connaître le sens littéral), tout en véhiculant une « brahmanitude » consistant à s'affirmer en tant que connaisseurs des sciences sacrées et profanes, liés à des rituels et à une morale voulus immémoriaux, sans que cette brahmanitude soit organisée par une Église, mais plutôt de « bouche à oreille », car chapeautée par les corps d'ascètes itinérants eux-mêmes gardiens de l'interprétation du savoir védique et représentants vivants de l'ascèse qui attend le brâhmane grand-père, lorsque celui-ci est prêt à renoncer à ses rituels de maître de maison pour se consacrer à l'errance mendiante et à la méditation yoguique, sommets de l'existence censés conduire au moksha, à l'union libératrice avec le Brahman .

## Brahmanes et bouddhistes
Après l'apparition du bouddhisme, les partisans de la nouvelle religion se mettent à refuser le statut des brahmanes. Mais, ces derniers intérioriseront bientôt des valeurs telles que le renoncement, le yoga et la non-violence. La transformation est opérée vers l'an mille de notre ère.[réf. nécessaire] Entre le Xe et le XIIIe siècle, le bouddhisme disparaît au nord de l'Inde, alors que se maintient la position des brahmanes. Selon Gerhard J. Bellinger, le bouddhisme serait disparu d'Inde du fait de l'enrichissement des monastères bouddhistes qui perdirent ainsi le message d'une vie de pauvreté du Bouddha et de la sorte virent la population indienne préférer soutenir le mode de vie des sadhu itinérants et des brahmanes, ces derniers considérant Bouddha comme étant un Avatar du dieu Vishnou combattant les rituels sanglants.
Une querelle conceptuelle oppose les brahmanes et les bouddhistes : « Les brahmanes affirment la réalité en tout homme d’une âme vouée à survivre aux individus par une nouvelle incarnation. Les bouddhistes professent, à l’inverse, la doctrine du non-soi ou de l’absence du soi, faisant de l’âme une apparence ou une fiction. Cette divergence théorique a une conséquence éthique : les brahmanes renvoient les bouddhistes du côté des matérialistes et des nihilistes, tandis que les bouddhistes jugent immorale cette glorification d’un soi permanent et identique. »
Dans Hindouisme et bouddhisme, Ananda Coomaraswamy conteste cette opposition entre bouddhistes et brahmanes et entre doctrine du Soi des brahmanes et du non-Soi des bouddhistes, et écrit à ce propos :

« Il y a [dans le bouddhisme] un enseignement éthique pour les laïques, avec commandements et défenses sur ce qu'il faut faire ou ne pas faire, mais rien qui puisse être décrit comme une « réforme sociale » ou une protestation contre le système des castes. La distinction qui est faite à maintes reprises entre le « vrai Brâhmane » et le simple Brâhmane de naissance est celle qu'affirmaient déjà sans cesse les livres brahmaniques. […] Ce n'est pas pour établir un nouvel ordre, mais pour restaurer un ordre ancien que le Bouddha est descendu du ciel. »

« […] il est bien vrai que le Bouddha niait l'existence de l'âme ou du « soi » au sens étroit du terme […], mais ce n'est pas cela […] que nos lecteurs comprennent ; ce qu'ils veulent dire, c'est que le Bouddha niait le Soi Immortel, Sans naissance et Suprême des Upanishads. Et cela est d'une fausseté flagrante. Car [le Bouddha] parle souvent de ce Soi […], et nulle part aussi clairement que dans la formule répétée na mê so attâ, « ceci n'est pas mon Soi » dont l'exclusion porte sur le corps et les éléments de la conscience empirique. »

## Brahmanité et pauvreté
« 64. (...) Le brâhmane gagnera la richesse sans s'humilier et faire des courbettes et sans faire de trop grands efforts non plus, sans trop la rechercher. Il peut accepter des dons en argent, des donations et des rémunérations pour les sacrifices et les rites qu'il aura accomplis correctement. (...) Seuls les dons avec de l'argent que l'on a obtenu par des méthodes justes et légales produisent des résultats bénéfiques. 69 Il faut donner de l'eau à ceux qui ont soif, de la nourriture aux affamés et aux malades. (...) 76. Les brâhmanes à l'âme généreuse, quand ils ont accepté des dons en argent faits par des hommes de bien, distribuent un quart de cet argent en assistance aux pauvres. »

— La légende immémoriale du Dieu Shiva, Le Shiva-purâna .
Si le statut de brâhmane est celui du « savant » cultivé dans les sciences sacrées, et par là même celui de l'homme le plus élevé dans la hiérarchie sociale selon l'hindouisme, il n'en reste pas moins que la population brahmanique est généralement pauvre : ne rien thésauriser pour son propre profit, vivre au jour le jour de dons, et en faire la charité avec le surplus, est l'idéal de vie brahmanique ; d'autant plus que c'est surtout le brâhmane qui est chargé, après la naissance de son petit-fils, de devenir sadhu, ascète (ou yogi) en pèlerinage permanent sans possession ou demeure aucune.
L'aisance socio-économique, et le fait d'appartenir à une caste élevée, n'ont par conséquent aucun lien : vivre sans nul luxe et chichement est une caractéristique brahmanique, et on peut très bien être riche matériellement et extrêmement bas dans la hiérarchie sociale hindoue, du fait de pratiques impures et de l'absence de connaissance sacrée liée à l'hindouisme : tel était le cas des empereurs musulmans moghols, richissimes mais ne respectant ou ne cultivant aucune valeur brahmanique et, de ce fait, considérés (par les hindous) comme étant des Chandala (« mangeurs de chiens » ou hors caste).
Ainsi, l'ouvrage de J. Radhakrishna Brahmins of India révèle que tous les purohits (brahmanes officiants) vivent en dessous du seuil de pauvreté en Inde. L'étude de D. Narayana, Perception, poverty and health : a contribution, démontre que 53,9 % de la population de caste supérieure vit en dessous du seuil de pauvreté. Néanmoins, ils ne bénéficient d'aucune aide de l'État indien, dont la constitution oblige d'aider socialement les communautés indiennes répertoriées (dites « intouchables »), et non des individus selon leur pauvreté effective.

## Personnalités liées
- Nidhi Razdan (1978-), journaliste et une célébrité de la télévision.

## Brahmane et islam
Sous la plume des théologiens médiévaux musulmans, mais aussi juifs, le terme brahmanes (barāhima) désigne ceux qui nient l'authenticité des prophètes. L'opinion qui leur est prêtée est que la révélation est inutile parce que la raison suffit à découvrir les vérités de foi. Cette tradition, qui donne du brahmanisme une vision réductrice, semble avoir pris naissance avec al-Hudhail ou ibn al-Rawandi. Ce dernier aurait attribué aux brahmanes les vues qui étaient en réalité les siennes, par prudence. Cette tradition persiste chez Ibn Hazm, al-Juwayni et jusqu'à al-Ghazali.